# Beverly McDonald
Beverly McDonald-Stewart, jamajška atletinja, * 15. februar 1970, Saint Mary, Jamajka.
Nastopila je na olimpijskih igrah v letih 1996, 2000 in 2004, ko je osvojila naslov olimpijske prvakinje v štafeti 4×100 m, leta 2000 pa je v isti disciplini osvojila še srebrno medaljo in bronasto v teku na 200 m. Na svetovnih prvenstvih je v štafeti 4x100 m osvojila naslov prvakinje leta 1991 ter še dve srebrni in bronasti medalji ter srebrno medaljo v teku na 200 m.